# Roy Emerson
Roy Stanley "Emmo" Emerson, född 3 november 1936 i Blackbutt i Queensland i Australien, är en  australisk tidigare tennisspelare. Roy Emerson räknas som en av tidernas främste manlige amatörspelare och rankades 1964 och 1965 som nummer ett. Han innehade fram till 2000 rekord i antal singeltitlar (12) i Grand Slam-turneringar som han vann mellan 1961 och 1967. Han är också en av sex spelare med en karriär Grand Slam bland meriterna, det vill säga seger i alla fyra Grand slam-turneringar under karriären, men inte i följd. 
Emerson vann också 16 dubbeltitlar i Grand slam-turneringar. Hans totalt 28 titlar i Grand slam-turneringar är fortfarande rekord för manliga tennisspelare. 
Emerson upptogs 1982 i International Tennis Hall of Fame.

## Tenniskarriären
Roy Emerson vann 12 Grand slam-titlar i singel varav sex i Australiska mästerskapen, två i Franska mästerskapen, två i Amerikanska mästerskapen och två i Wimbledonmästerskapen. Däremot lyckades han aldrig vinna en äkta Grand Slam, det vill säga singelseger i alla fyra turneringarna under ett och samma år. Emersons rekordnotering i antal vunna singeltitlar i Grand slam-turneringar har senare överträffats av flera spelare i motsvarande turneringar bl. a Roger Federer, Rafael Nadal och Novak Đoković. Emerson besegrade i Grand Slam-finalerna bland andra spelare som Rod Laver, Fred Stolle och Tony Roche.  
Emerson spelade 25 dubbelfinaler i Grand slam-turneringar (1958–1971) med olika spelpartners och vann 16 av dem. I Franska öppna vann han sex konsekutiva titlar (1960–1965) vilket är rekord. Sju av dubbeltitlarna vann han tillsammans med landsmannen Neale Fraser, fyra med Fred Stolle, tre med Rod Laver och en med spanjoren Manuel Santana. Emerson är den ende spelare som har vunnit både herrsingel och dubbel i alla fyra Grand Slam-turneringarna.    
Inför Wimbledonmästerskapen 1966 var Emerson i storform och i singel seedad som nummer ett med chans att bli den första spelaren sedan Fred Perry trettio år tidigare att vinna tre singeltitlar i följd i turneringen. Emerson nådde kvartsfinalen där han mötte landsmannen Owen Davidson. Emerson, som enkelt vann första set och ledde klart i det andra, rusade vid ett tillfälle fram mot nätet för att hinna upp en stoppboll slagen av Davidson. Emerson halkade på det regnvåta gräset och gled med huvudet före in i domarstolen. Han reste sig men klagade över smärtor i höger axel. Han kunde visserligen fullfölja men på grund av axelskadan kunde han inte vinna matchen. 
Säsongen 1967 var Emerson tillbaka i god form och vann både Australiska mästerskapen och Franska öppna. Han siktade nu på en "äkta Grand Slam", men förlorade i Wimbledonmästerskapen i fjärde omgången mot jugoslaven Nicola Pilic.
År 1968 blev Grand Slam-turneringarna öppna för både proffs och amatörer. Emerson vann aldrig en singeltitel i någon av dessa turneringar mer.       
Värdet av Roy Emersons Grand Slam-titlar har av senare tiders kommentatorer och kännare relativiserats. Från 1926 fram till 1968 var professionella spelare utestängda från Grand Slam-turneringarna. Detta var en fråga som var föremål för långvariga konflikter mellan Internationella tennisförbundet (ITF) och nationella tennisförbund och spelarorganisationer. ITF höll hårt på "amatör"-principen i sina tävlingar, det vill säga, en spelare hade inte rätt att ta emot prispengar i turneringarna. Detta medförde att Emerson, som själv var amatör, under sin storhetstid bara kunde spela mot de bästa amatörspelarna. Professionella spelare som toppspelarna Rod Laver (från 1963), Frank Sedgman, Lew Hoad, Tony Trabert och Pancho Gonzales mötte han aldrig under denna tid. Det har ifrågasatts om Emerson efter 1961 (då han två gånger besegrade Rod Laver i Grand slam-finaler) skulle ha lyckats vinna en enda Grand Slam-titel om dessa spelare hade varit tillåtna att delta i turneringarna. När Emerson från 1968, då som professionell spelare, mötte den nio år äldre Pancho Gonzales, lyckades han på 13 försök aldrig besegra denne. 

### Davis Cup-spelaren
Roy Emerson tillhörde under 60-talet det framgångsrika australiska Davis Cup-laget, som, under ledning av den legendariske journalisten, spelaren och tränaren Harry Hopman, perioden 1950-68 deltog i 19 DC-finaler med totalt 15 hemförda vinster. I augusti 1964 spelade Australien interzonfinal mot det svenska landslaget i Båstad. Det australiska laget, som leddes av Harry Hopman, bestod av Roy Emerson och Fred Stolle. För Sverige spelade Jan-Erik Lundqvist och Ulf Schmidt. Svenskarna förlorade visserligen med 5-0 i matcher, men upphöjdes trots detta till något av nationalhjältar och startade en verklig "tennisfeber" i Sverige. I den inledande spännande TV-sända matchen mellan Emerson och Lundqvist ledde svensken sensationellt det gastkramande femte och avgörande setet med 5-2. Trots detta förlorade Lundqvist till sist mot den konditionsstarkare och det årets Wimbledonsegrare och världsetta.

## Tennisspelaren Emerson
Roy Emerson var, liksom övriga australiska tennisspelare på elitnivå, under ledning av Harry Hopman, grundligt genomtränad såväl fysiskt som tekniskt. Hans starka fysik och goda kondition gav honom stora fördelar i långa tennismatcher. Han hade ett utpräglat offensivt spel, han attackerade flitigt vid nät där han ofta avgjorde med precisa dödande volleyslag. 
Efter avslutad tenniskarriär bosatte sig Emerson med sin familj i Kalifornien, men han har också en bostad i Schweiz. Där verkar han som tennistränare.

## EmersonsGrand Slam-finaler

### Singeltitlar (12)
```
År Mästerskap Finalmotståndare Setsiffror

1961     
Australiska mästerskapen
    
Rod Laver
               1-6, 6-3, 7-5, 6-4
1961     
Amerikanska mästerskapen
    Rod Laver               7-5, 6-3, 6-2 
1963     Australiska Mästerskapen    
Ken Fletcher
            6-3, 6-3, 6-1 
1963     
Franska mästerskapen
        
Pierre Darmon
           3-6, 6-1, 6-4, 6-4 
1964     Australiska mästerskapen    
Fred Stolle
             6-3, 6-4, 6-2 
1964     
Wimbledonmästerskapen
       Fred Stolle             6-4, 12-10, 4-6, 6-3  
1964     Amerikanska mästerskapen Fred Stolle             6-2, 6-2, 6-4 
1965     Australiska mästerskapen Fred Stolle             7-9, 2-6, 6-4, 7-5, 6-1 
1965     Wimbledonmästerskapen Fred Stolle             6-2, 6-4, 6-4 
1966     Australiska mästerskapen    
Arthur Ashe
             6-4, 6-8, 6-2, 6-3
1967     Australiska mästerskapen Arthur Ashe             6-4, 6-1, 6-1 
1967     Franska mästerskapen        
Tony Roche
              6-1, 6-4, 2-6, 6-2
```

### Finalförluster (Runner-ups) (3)
```
År Mästerskap Finalmotståndare Setsiffror

1962     Australiska mästerskapen Rod Laver               8-6, 0-6, 6-4, 6-4 
1962     Franska mästerskapen Rod Laver               3-6, 2-6, 6-3, 9-7, 6-2 
1962     Amerikanska mästerskapen Rod Laver               6-2, 6-4, 5-7, 6-4
```

### Dubbeltitlar i Grand Slam-turneringar
- Australiska mästerskapen:
  - herrdubbel - 1962, 1966, 1969
- Franska mästerskapen:
  - herrdubbel - 1960, 1961, 1962, 1963, 1964, 1965
- Wimbledonmästerskapen:
  - herrdubbel - 1959, 1961, 1971
- Amerikanska mästerskapen:
  - herrdubbel - 1959, 1960, 1965, 1966